# José Julián Hernández
José Julián Hernández (11 de junio de 1933; Santa Cruz de Tenerife, España. 4 de octubre de 2024; Valencia, Venezuela) es un exfutbolista y exentrenador de fútbol venezolano de origen español. Se desempeñaba como portero.
Fue jugador de la selección de fútbol de Venezuela en los años 1950-60, y también la dirigió como entrenador en la Copa América 1979. Es a su vez, miembro fundador de la Asociación Nacional Civil de Entrenadores Profesionales de Fútbol de Venezuela.
Fue galardonado en 2014 por la Conmebol por su dedicación a la formación de jóvenes.

## Biografía
Nació en Santa Cruz de Tenerife el 11 de junio de 1933. Comenzó su práctica del fútbol en una organización llamada Peñarol, que se encontraba en las categorías para los campeonatos infantiles. Ahí jugó hasta los 13 años, momento en que emigra hacia Venezuela en los años 1946-1947, país donde se radicaría e iniciaría sus estudios.
En Venezuela iniciaría nuevamente su andar con el equipo colegial del Dos Caminos Sport Club (posteriormente Unión Deportiva Canarias) como portero. En su trayectoria como jugador, jugó con el equipo Phillips F. C., La Salle Fútbol Club. Club Deportivo Portugués, Deportivo Italia y Deportivo Galicia, todos de Venezuela.
Luego de que la liga de Venezuela se convirtiera en una liga profesional, el salto a esta categoría lo da con el Deportivo Español.

## Entrenador
Obtuvo su licencia como entrenador en 1968 por parte de la Federación Venezolana de Fútbol.
Dirigió los equipos Phillips FC, Elche Sporting Coruñés, Deportivo Galicia, Unión Deportiva Canarias, Deportivo Portugués, Deportivo Italia, Estudiantes de Mérida, Portuguesa, Atlético San Cristóbal y Carabobo.
Como entrenador impuso en 1967 la marca de 28 juegos invicto con el Deportivo Portugués.
El equipo que dirigió José “Pepito” Hernández perdió el primer partido y el último de esa campaña de 30 encuentros. La mayoría de los integrantes de ese Deportivo Portugués campeón, que estableció la marca de 28 juegos invicto, eran brasileros. Pompeia, Bolinha, Matías, Fagúndez, Joao Ramos, Ratto y Eddy. Siete de los titulares fijos de esa escuadra habían nacido en Brasil. Pérez era arubeño, Juan Valencia era español (nacionalizado) al igual que Pedrito González, Gustavo Trejo y Luis Zarzalejo eran los venezolanos.

## Selección nacional

### Jugador
Con la selección de fútbol de Venezuela jugó los II Juegos Deportivos Panamericanos, Ciudad de México, 1955; los VII Juegos Deportivos Centroamericanos y del Caribe, Caracas, Venezuela, 1959; y los IX Juegos Deportivos Centroamericanos y del Caribe, Kingston, Jamaica, 1962.

### Entrenador
Hernández dirigió a Venezuela en la Copa América 1979, igualmente fue asistente técnico en los Juegos Centroamericanos de 1982 disputados en Cuba, donde conseguirían la medalla de oro.
Dirigió a la selección de fútbol sub-20 de Venezuela en los Juegos ODESUR de 1986 disputado en Santiago de Chile.